# Гук Ігор Олегович
Ігор Олегович Гук (нар. 11 червня 2002) — український футболіст, захисник.

## Життєпис
Вихованець молодіжних шкіл «Гірник» (Соснівка), «БРВ-ВІК» (Володимир-Волинський) та «Динамо» (Київ).
Виступав за київське «Динамо» в юнацькому чемпіонаті України. Наприкінці вересня 2020 року підписав 3-річний контракт з «Вересом». У футболці рівненського клубу дебютував 12 червня 2021 року в переможному (2:1) виїзному поєдинку 30-го туру Першої ліги України проти «Гірник-Спорту». Ігор вийшов на поле в стартовому складі та відіграв увесь матч, а на 89-ій хвилині отримав жовту картку.